# Mật nghị Hồng y

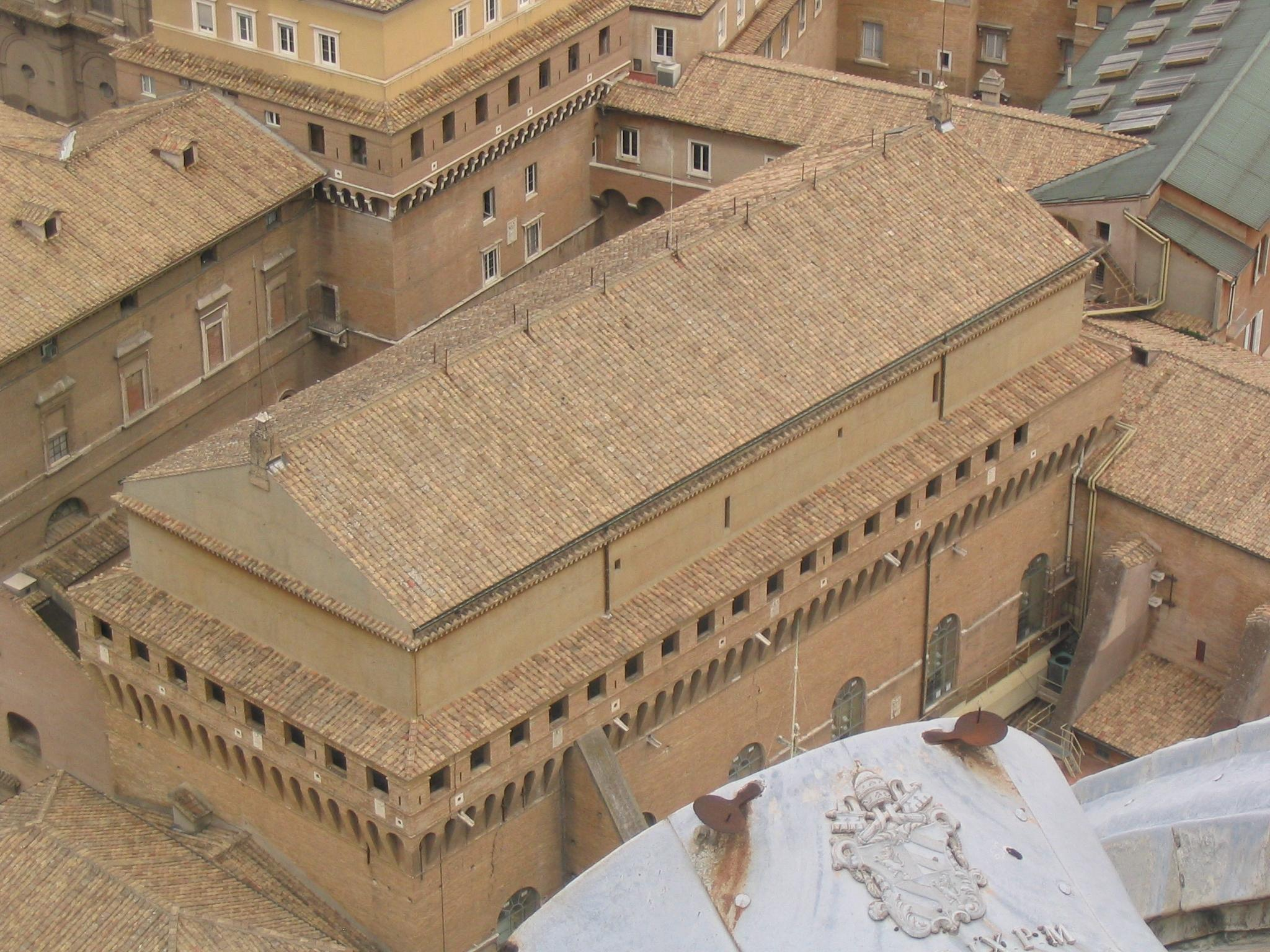
Nhà nguyện Sistine, địa điểm tổ chức Mật nghị Hồng y kể từ năm 1492.

Mật nghị hồng y (hay còn gọi Cơ mật viện bầu Giáo hoàng) là một cuộc họp kín của Hồng y đoàn để bầu ra vị Giám mục của giáo phận Rôma, người sẽ trở thành giáo hoàng của Giáo hội Công giáo thay cho vị giáo hoàng trước đó vừa qua đời hoặc từ chức. Giáo hội Công giáo xem giáo hoàng là người kế vị thánh Phêrô để đứng đầu Giáo hội Công giáo tại trần gian. Mật nghị này là phương thức để chọn giáo hoàng trong suốt gần nửa thời gian tồn tại của giáo hội, giờ đây trở thành phương thức cổ xưa nhất còn đang được thi hành để chọn người đứng đầu một tổ chức.

## Tên gọi
Trong tiếng Việt, cơ chế này thường được gọi là Mật nghị Hồng y hoặc Cơ mật viện bầu giáo hoàng. Chữ "mật" đã thể hiện bản chất của nó là nội bộ, kín đáo, và không thể có tác động từ bên ngoài. Cũng có khi gọi là Mật tuyển viện, nhưng việc sử dụng thuật ngữ "Mật tuyển viện" thì không chính xác. Vì theo quan điểm và đức tin Công giáo, "tuyển" (hay "tuyển chọn") người làm giáo hoàng không phải là việc của các hồng y, mà là việc của Thiên Chúa (chữ "tuyển" hay "tuyển chọn" hàm ý đây là đặc quyền của người cấp trên chọn ra người cấp dưới để làm việc cho mình). Do đó, các hồng y không có quyền "tuyển" giáo hoàng mà họ chỉ có thể bỏ phiếu bầu cho một người nào đó theo ý định cá nhân của họ (việc này hàm ý quyền của những người đồng cấp hoặc thấp hơn bầu ra một người lên làm lãnh đạo cho số đông).

## Lịch sử mật nghị
Trong những thế kỷ đầu tiên của Giáo hội Công giáo, vị Giám mục Rome (giống như các giám mục khác) được chọn qua một cuộc họp của giáo sĩ và dân chúng Roma. Thành phần của cử tri được xác định một cách rõ ràng hơn, khi vào năm 1059, Hồng y đoàn được chỉ định là cơ cấu bầu cử duy nhất. Năm 1061, diễn ra cuộc Mật nghị Hồng y đầu tiên trong lịch sử, lúc này Hồng y đoàn đã bầu ra Giáo hoàng Alexanđê II. Từ đó, những chi tiết khác của quá trình bầu cử dần dần được xác lập.
Năm 1179, Giáo hoàng Alessandro III chính thức quyết việc việc loại trừ giáo dân ra khỏi việc bầu chọn giáo hoàng, và ấn định việc này chỉ dành các các hồng y. Tuy vậy, số lượng hồng y trong khoảng thời gian này số lượng rất ít, nằm trong khoảng từ 10 cho đến 20 vị, đến thế kỷ XIII thì nhiều hơn chút ít, nhưng không bao giờ vượt trên số lượng là 30 vị. Chính vì số lượng ít này, mà các hồng y khó có thể thỏa thuận nhằm bầu nên vị tân giáo hoàng, và tình trạng bầu chọn này thì kéo dài, có khi hàng tháng, có trường hợp tính bằng năm.
Giáo dân cho rằng việc kéo dài mật nghị, trống ngôi giáo hoàng là một thiệt hại của giáo hội, nên trong lịch sử đã ghi nhận 4 trường hợp giáo dân gây sức ép, buộc các hồng y chọn giáo hoàng cách nhanh chóng bằng việc khóa các cửa nơi các hồng y hội họp chọn giáo hoàng.
Trường hợp thứ nhất diễn ra năm 1216, dân thành Perugia, miền trung Italia đã thực hiện hoạt động khóa kín dinh thự của thành phố, nơi các hồng y chọn để bầu chọn tân giáo hoàng, gây sức ép buộc họ nhanh chóng đạt được thỏa thuận. Trường hợp thứ hai diễn ra tại Roma, ở đây, dân chúng cũng thực hiện các hành vi như thành Perugia, khi chọn nhốt các hồng y trong một dinh thự trên sườn đồi Palatino, trong cuộc bầu chọn người kế vị Giáo hoàng Gregorio IX, người qua đời năm 1241. Các hoạt động này lại tiếp túc tái diễn năm 1243 tại Anagni, sau khi Tòa Thánh trống ngôi đã 2 năm. Trường hợp cuối, gây được tiếng vang là việc dân thành Viterbo, năm 1268, khóa chặt 18 hồng y nhóm họp trong dinh thự giáo hoàng ở Viterbo. Tuy vậy lần này, các hồng y vẫn chưa thể thỏa thuận chọn ra tân giáo hoàng. Các nhân vật chính trị thế tục cũng muốn xen vào mật nghị này, mà điển hình là vua Pháp và các nhân vật có thế lực khác, nhưng mật nghị vẫn chưa thỏa thuận xong. Dân thành Viterbo, với sự khuyến khích của thánh Bonaventura, Bề trên Tổng quyền dòng Phanxicô, khóa dinh thự giáo hoàng và xây gạch lấp kín tất cả các cửa. Tuy vậy, các hồng y vẫn chưa đạt được thỏa thuận. Thấy sự việc kéo dài bất lợi, một lần nữa, dân thành leo lên nóc dinh thự, tháo gỡ mái che, chỉ cung cấp cho các Hồng y ăn bánh với nước lã. Sau thời gian trống tòa kỉ lục 2 năm, 9 tháng và 2 ngày, đã bầu chọn được Giáo hoàng Grêgôriô X.

## Lịch sử nghi thức bầu chọn
Lịch sử của những cuộc can thiệp chính trị vào việc bầu chọn này và hậu quả của những lần thiếu vắng giáo hoàng trong một thời gian dài, nhất là những sự cố trong cuộc Bầu giáo hoàng 1268-1271, đã khiến Công đồng Lyons thứ hai ra quyết định vào năm 1274 rằng các cử tri phải ở một nơi tách biệt, và không được phép rời khỏi nơi đó cho đến khi một vị Giám mục Roma mới được bầu ra. Mật nghị giờ đây được tổ chức tại nhà nguyện Sistina trong thành Vatican.
Giáo hoàng Grêgôriô X đã công bố tông hiến "Ubi pericolo", thiết lập "mật nghị hồng y" (Conclave). Từ này theo nghĩa La tinh là Cumclave, nghĩa là "với chìa khóa". Qua đó muốn nhấn mạnh đến việc giữ bí mật về tất cả những diễn tiến xảy ra kể từ khi các hồng y được thông báo về cái chết hoặc thoái vị của giáo hoàng, cho tới khi bầu chọn được giáo hoàng mới. Thuật ngữ này được sử dụng chính thức đầu tiên vào năm 1216, trong hoàn cảnh các hồng y đã chọn lựa tân giáo hoàng, lấy danh hiệu là Hônôriô III. Những quy định được đặt ra vô cùng tỉ mỉ lẫn nghiêm ngặt: 10 ngày sau khi giáo hoàng qua đời, các hồng y phải nhóm họp trong cùng dinh Tông Tòa nơi giáo hoàng qua đời, hoặc tại một thành phố khác, tùy theo hoàn cảnh, trong một phòng duy nhất, không có tường cũng chẳng có màn phân chia. Các hồng y buộc phải sống chung, không thể ra ngoài, cũng không được tiếp xúc với bên ngoài, không được nói bí mật với hồng y nào khác. Những chìa khóa nơi mật nghị phải được vị hồng y nhiếp chính giữ ở bên trong, và những chìa khóa bên ngoài do vị tư lệnh đội binh giữ. Thực phẩm được chuyển vào bên trong mật nghị qua một cửa sổ quay được canh giữ và kiểm soát cẩn mật để không một sứ điệp nào được chuyển qua cửa này. Nếu sau 3 ngày mà các hồng y không bầu được giáo hoàng mới, thì trong 5 ngày kế tiếp, các hồng y chỉ được một đĩa thực phẩm trong bữa ăn trưa và một đĩa trong bữa ăn tối; sau 5 ngày ấy, các hồng y chỉ được bánh, nước lã hoặc rượu mà thôi.
Các vị cử tri không thích quy định này, cho nên Giáo hoàng Ađrianô V đã tạm đình chỉ nó vào năm 1276 và Giáo hoàng Gioan XXI chính thức bãi bỏ vào cùng năm. Từ đó tình trạng bầu cử chậm chạp một lần nữa xuất hiện. Thánh Giáo hoàng Cêlestinô V, đã liên tiếp cho công bố 3 sắc chỉ (Quia in futurum, 28.9.1294; Pridem 27.10.1294; Constitutionem 10.12.1294) tái lập các quy luật về mật nghị bầu giáo hoàng. Từ đó đến nay, các quy luật về mật nghị luôn luôn được tuân giữ tuy có một số thay đổi để thích nghi với thời đại đan xen với kinh nghiệm của các hồng y.
Trong thế kỷ XX, nhiều giáo hoàng đã sửa chữa luật bầu cử với những quy định ngày càng chính xác và tỉ mỉ:
Với Tông Hiến "Vacante Sede Apostolica", Tông tòa khuyết vị, ngày 25 tháng 12 năm 1904, Thánh Giáo hoàng Piô X đã tập hợp các quy luật từ trước đó vào một văn kiện duy nhất. Lần đầu tiên trong lịch sử, giáo hoàng này ra tuyên bố nghiêm cấm bất kỳ sự can thiệp nào của chính quyền dân sự vào mật nghị chọn giáo hoàng.
Năm 1975, Giáo hoàng Phaolô VI ban hành Tông Hiến "Romano Pontifici eligendo", Bầu chọn giáo hoàng. Văn kiện này được bổ sung và sửa đổi bởi Tông hiến "Mục tử của toàn thể đoàn chiên Chúa" do Thánh Giáo hoàng Gioan Phaolô II ban hành năm 1996.
Gần đây nhất là trường hợp Giáo hoàng Biển Đức XVI ban hành 2 tự sắc vào năm 2007 và ngày 22 tháng 2 năm 2013 thay đổi vài điểm trong Tông hiến của vị tiền nhiệm.

## Nơi bầu chọn
Nhà nguyện Sistine là nơi diễn ra một trong những sự kiện đặc biệt và linh thiêng nhất của Giáo hội Công giáo. Đây là địa điểm các hồng y tổ chức bầu giáo hoàng mới sau khi một giáo hoàng qua đời hoặc thoái vị (như trường hợp tháng 2/2013 của Giáo hoàng Benedict XVI). Các hồng y phải cách ly hoàn toàn với thế giới và họ dùng một bếp lò sắt có ống khói nhỏ để thông báo ra bên ngoài tình hình bầu chọn.

## Quy định mật nghị hiện nay

### Quy tắc chung
Theo quy định hiện hành, cách thức duy nhất bầu chọn giáo hoàng là mở cuộc bỏ phiếu kín, và ứng viên đắc cử phải có ít nhất 2/3 số phiếu của các cử tri có mặt tại thời điểm bầu cử.
Theo truyền thống lâu đời, hai tính chất quan trọng của một Mật nghị Hồng y là tính cô lập và tính bí mật. Hiện nay, với Tông hiến mới nhất quy định về mật nghị, không có yêu cầu bắt buộc phải khóa kín các cửa ra vào và cửa sổ, chặn hành lang và thang máy. Đặc biệt, tính chất bí mật được kiểm tra cách nghiệm ngặt trước những phương tiện thu hình thu âm ngày nay. Theo quy định từ Tông hiến, trong thời gian mật nghị, các hồng y cử tri [dưới 80 tuổi] không được phép tiếp xúc với bên ngoài, không được đọc các báo chí, đài Radio, TV, điện thoại,... nói chung là bất kì phương tiện liên lạc nào để liên lạc với bất kì người nào ngoài mật nghị. Nhiệm vụ của Hồng y Nhiếp chính là yêu cầu các kỹ thuật viên đáng tin kiểm soát mọi ngóc ngách nơi diễn ra mật nghị, phát hiện, tháo gỡ các thiết bị thu âm, thu thanh và thu hình có thể được gắn vào nơi đây. Ngoài các việc trên, tránh bị lợi dụng từ thế giới bên ngoài, luật cấm mọi sự can thiệp từ bên ngoài đối với việc bầu chọn giáo hoàng. Hồng y nào nhận nhiệm vụ từ các chính phủ dân sự, đến mật nghị với yêu cầu phủ quyết bất kì ứng viên giáo hoàng nào, lập tức mang vạ tuyệt thông. Ngoài ra, để đảm bảo tính bí mật đối với các nhân viên phục vụ tại Mật nghị, Giáo hội Công giáo thiết lập vạ tuyệt thông tiền kết, chỉ được hóa giải bởi Tòa Thánh.
Ngoài ra, trong Tông hiến, giáo hoàng cũng có đôi lời nhắc nhở: "Tôi cũng ra lệnh cho các hồng y cử tri, với tất cả trách nhiệm nặng nề trong lương tâm, phải giữ mọi bí mật về cuộc bầu giáo hoàng, kể cả sau khi đã bầu vị giáo hoàng mới và không được vi phạm điều đó bằng bất cứ cách nào, trừ khi được phép đặc biệt và rõ ràng của chính đức giáo hoàng. Để các hồng y cử tri có thể tránh được sự tò mò của người khác và các bẫy họ giăng ra làm thương tổn phán đoán độc lập và tự do quyết định của các vị, tôi tuyệt đối cấm, không được du nhập với bất kỳ lý do gì những máy móc để thu hoặc phát lại âm thanh, hình ảnh hoặc chữ viết vào nơi diễn ra cuộc bầu cử, và nếu các máy đó hiện diện tại nơi ấy, thì không được sử dụng".

### Quy tắc nhóm họp và bầu chọn
Mật nghị Hồng y khởi đầu bằng việc cử hành một thánh lễ cầu nguyện cho việc lựa chọn tân giáo hoàng. Các hồng y cử tri sau đó bắt đầu cuộc Mật nghị bằng một đoàn rước vào Nhà nguyện Sistina. Sau khi ổn định trong phòng bầu chọn, niên trưởng Hồng y đoàn đọc mẫu tuyên thệ, và mỗi hồng y, xếp hàng, tiến đến đặt tay trên Phúc âm, và tuyên thệ: Tôi xin hứa quyết, bảo đảm và thề nguyền. Ngoài tính bí mật được tuyên hứa được giữ gìn, các hồng y còn tuyên hứa giữ quy định Tông hiến Mục tử toàn thể đoàn chiên Chúa 'Universi Dominici gregis' và các nghi thức tuyên thệ khác, ví dụ như: bất cứ ai trong chúng tôi, theo quan phòng thần linh, được tuyển chọn làm giáo hoàng sẽ dấn thân trung thành thi hành vai trò là người kế vị Thánh Phêrô làm mục tử của Giáo hội hoàn vũ. Trong lịch sử, không có bất cứ mật nghị nào không có nghi thức tuyên thệ này. Sau khi các nghi thức tuyên thệ chấm dứt, vị trưởng ban lễ nghi tuyên bố cách rõ ràng và dõng dạc extra omnes, từ lúc đó, các cá nhân không có quyền tham dự mật nghị, phải rời Nhà nguyện Sistine.
Theo quy định, mỗi ngày các hồng y phải nhóm họp hai lần, sáng và chiều, tại Nhà nguyện Sistina, để bầu chọn tân giáo hoàng. Mỗi buổi tụ họp như vậy, nếu điều kiện cho phép, có thể tổ chức hai vòng bỏ phiếu. Một yêu cầu tỉ mỉ hơn đối với việc lựa chọn giáo hoàng, hồng y cử tri khi bỏ phiếu, giơ cao lá phiếu và đọc lời tuyên thệ: "Tôi xin Chúa Kitô, Đấng sẽ xét xử tôi, làm chứng rằng tôi bỏ phiếu cho người mà, theo Chúa, tôi thấy là phải bầu". Ngoài ra, để đảm bảo mọi hồng y dù dã đến dự họp nhưng vì tuổi cao sức yếu, bệnh liệt giường, thì nằm tại Nhà trọ thánh Martha, khi đó có 3 hồng y đem thùng phiếu chọn đến tận phòng của vị ấy.
Các hồng y sẽ viết sự tên ứng viên mình lựa chọn lên phiếu bầu và gấp lại làm đôi. Sau khi hoàn thành công việc chọn ứng viên, các hồng y xếp hàng đến nơi bỏ phiếu. Khi phiếu đã được bỏ xong, các hồng y kiểm phiếu thực hiện độc tác lắc mạnh thùng phiếu nhiều lần, nhằm mục đích hòa lẫn các phiếu, sau đó tiến hành kiểm đếm. Trong trường hợp phát hiện có số phiếu không tương ứng với số cử tri, thì tất cả phiếu này bị đốt đi, và các hồng y tiến hành bỏ phiếu lại.
Nếu số lượng phiếu bầu tương đương số lượng hồng y cử tri, sẽ tiến hành xác định kết quả bầu chọn. Một trong 3 hồng y kiểm phiếu sẽ có trách nhiệm dùng kim khâu các lá phiếu đã kiểm tra kết quả.
Nếu sau nhiều vòng bầu chọn đầu tiên, cụ thể là ba ngày đầu tiên bỏ phiếu mà các hồng y không thể chọn ra tân giáo hoàng, các hồng y cử tri phải dành một ngày, tập trung cầu nguyện, trao đổi ý kiến và nghe huấn dụ của Hồng y trưởng đẳng Phó tế, sau đó, tiếp tục thực hiện quy trình bầu cử khép kín. Trường hợp tiếp tục sau 7 lần bỏ phiếu nữa mà vẫn không có kết quả, thì nhóm hồng y cử tri tiếp tục tạm dừng việc bầu cử, chú tâm cầu nguyện và trao đổi với nhau. Lại nếu sau 7 lần bỏ phiếu, mà vẫn chưa có kết quả chọn tân giáo hoàng, thì tiếp tục tạm ngưng và diễn ra các hoạt động như cũ.
Cuộc bầu chọn trở nên phức tạp nếu đến lần bỏ phiếu thứ 33 hoặc 34 mà không kết quả 2/3 số phiếu thì các Hồng y được phát biểu ý kiến của mình về cách thức bầu cử mới, nếu cách đó đạt được đa số tuyệt đối các cử tri. Các hồng y cử tri cũng có thể tách riêng 2 vị đạt được số phiếu cao nhất, mời hồng y cử tri lựa chọn trừ chính hai vị ấy, vị nào đạt quá bán phiếu bầu chọn thì đắc cử được mời gọi phát biểu ý kiến về cách bầu cử và sau đó sẽ tiến hành việc bầu theo sự quyết định của đa số tuyệt đối các cử tri.
Sau mỗi vòng bầu chọn, các lá phiếu bầu chọn sẽ bị đốt trong một bếp lò đặt tại góc tường nhà nguyện. Theo truyền thống, khói đen bốc lên từ ống khói từ việc đốt cháy các lá phiếu, bay lên trên nóc nhà nguyện biểu thị một vòng bỏ phiếu chưa thu được kết quả. Khói trắng bốc lên, và bắt đầu từ năm 2005 có kèm theo chuông reo từ Thánh đường Thánh Phêrô, là dấu hiệu cho thấy các hồng y đã chọn được giáo hoàng. Theo cách truyền thống rơm ẩm được cho thêm vào để tạo khói đen, tuy nhiên khói này có thể bị hiểu lầm, như vào ngày 26 tháng 10 năm 1958, khói trắng pha đen thành màu xám bay ra. Do đó kể từ năm 1963, hóa chất đã được thêm vào quá trình đốt cháy. Trong mật nghị năm 2013, Vatican đã tiết lộ các hóa chất được sử dụng để tạo màu cho khói:
- Khói đen: kali perchlorat, anthracen, lưu huỳnh
- Khói trắng: kali clorat, lactose, nhựa thông

Sau khi bầu chọn thành công, các hồng y tiến đến chúc mừng tân giáo hoàng, đồng thời có hành động bày tỏ sự vâng phục tuyệt đối vị tân giáo hoàng. Mọi nghi thức kết thúc, vị Hồng y trưởng đẳng Phó tế loan báo cho dân chúng tụ tập quanh Tòa Thành danh hiệu mà tân giáo hoàng đã chọn, bằng lời chào Habemus Papam. Tân giáo hoàng sẽ tiến ra ban công Đền thờ Thánh Phêrô ban phép lành cho Roma và toàn thế giới Urbi et Orbi.
Ngoài ra để ngăn sự thoái thác của người đắc cử, Giáo hoàng Gioan Phaolô II có đôi lời nhắn nhủ:"Tôi xin vị đắc cử đừng vì sợ gánh nặng của chức vụ mà tránh né trách vụ đã được kêu gọi lãnh nhận, trái lại hãy khiêm tốn tuân phục ý định của Chúa. Vì Thiên Chúa, Đấng trao trách vụ ấy, cũng sẽ nâng đỡ để người đắc cử có thể vác nổi gánh nặng đó".

## Số lượng hồng y cử tri
Năm 1179, hồng y đoàn là tổ chức cao nhất trong giáo hội được thành lập để bầu chọn giáo hoàng. Lúc đầu hồng y đoàn được giới hạn con số là 24 vị. Sau đó Giáo hoàng Phaolô IV nâng số hồng y lên 70 vị.
Năm 1958, Giáo hoàng Gioan XXIII tăng số hồng y lên 75 vị.
Năm 1970, Giáo hoàng Phaolô VI giới hạn số cử tri trong số các hồng y dưới 80 tuổi. Giáo hoàng có thể thay đổi tiến trình bầu cử để lựa chọn người thay thế mình; và quy trình hiện nay (cho đến năm 2006) được xác định bởi Giáo hoàng Gioan Phaolô II trong tông huấn Universi Dominici Gregis.
Năm 1973, Giáo hoàng Phaolô VI đã nâng số hồng y lên 120 vị.
Ngày 01 tháng 10 năm 1975, Giáo hoàng Phaolô VI đã ban sắc lệnh về bầu cử giáo hoàng "Romano Pontifici Eligendo".
Ngày 22 tháng 2 năm 1996, Giáo hoàng Gioan Phaolô II cho phép con số hồng y có thể lên tới 180 vị, nhưng chỉ các hồng y dưới 80 tuổi mới được tham gia Mật nghị Hồng y để bầu giáo hoàng và số hồng y này sẽ không vượt quá 120 vị.
Ngày 11 tháng 6 năm 2007, tông huấn Universi Dominici Gregis được bổ sung bởi motu proprio của Giáo hoàng Benedict XVI rằng cần phải có một đa số chấp thuận hai-phần-ba để bầu một vị giáo hoàng mới.

## Mật nghị và cá cược
Từ năm 1503, đặt cược vào sự bầu chọn giáo hoàng đã được xem là một "hoạt động truyền thống". Giáo hoàng Gregory XIV không hài lòng về tình trạng này nên năm 1591, ông đe dọa sẽ khai trừ khỏi giáo hội những kẻ tham gia cá cược.